# Lanterne des morts de Cormery
La lanterne des morts  de Cormery est un monument situé dans le cimetière de Cormery, en Indre-et-Loire, en France.
Si ce monument, probablement du XIIe siècle, est couramment appelé « lanterne des morts », certaines caractéristiques architecturales, comme la structure pleine de sa colonne, la rapprochent davantage d'une croix hosannière dont le sommet, mutilé, aurait perdu ses attributs distinctifs. Unique en Indre-et-Loire, la lanterne des morts est classée au titre des monuments historiques en 1920.

## Localisation
La « lanterne des morts » est installée dans la partie la plus haute du cimetière communal, près de sa limite sud-est actuelle, et son environnement semble avoir été pendant longtemps un lieu de sépultures ; au Moyen Âge, l'extension du cimetière vers l'est et vers le sud est d'ailleurs beaucoup plus importante et la lanterne doit occuper le centre de l'espace funéraire. Le cimetière est lui-même proche de l'église paroissiale Notre-Dame-de-Fougeray.

## Description et typologie

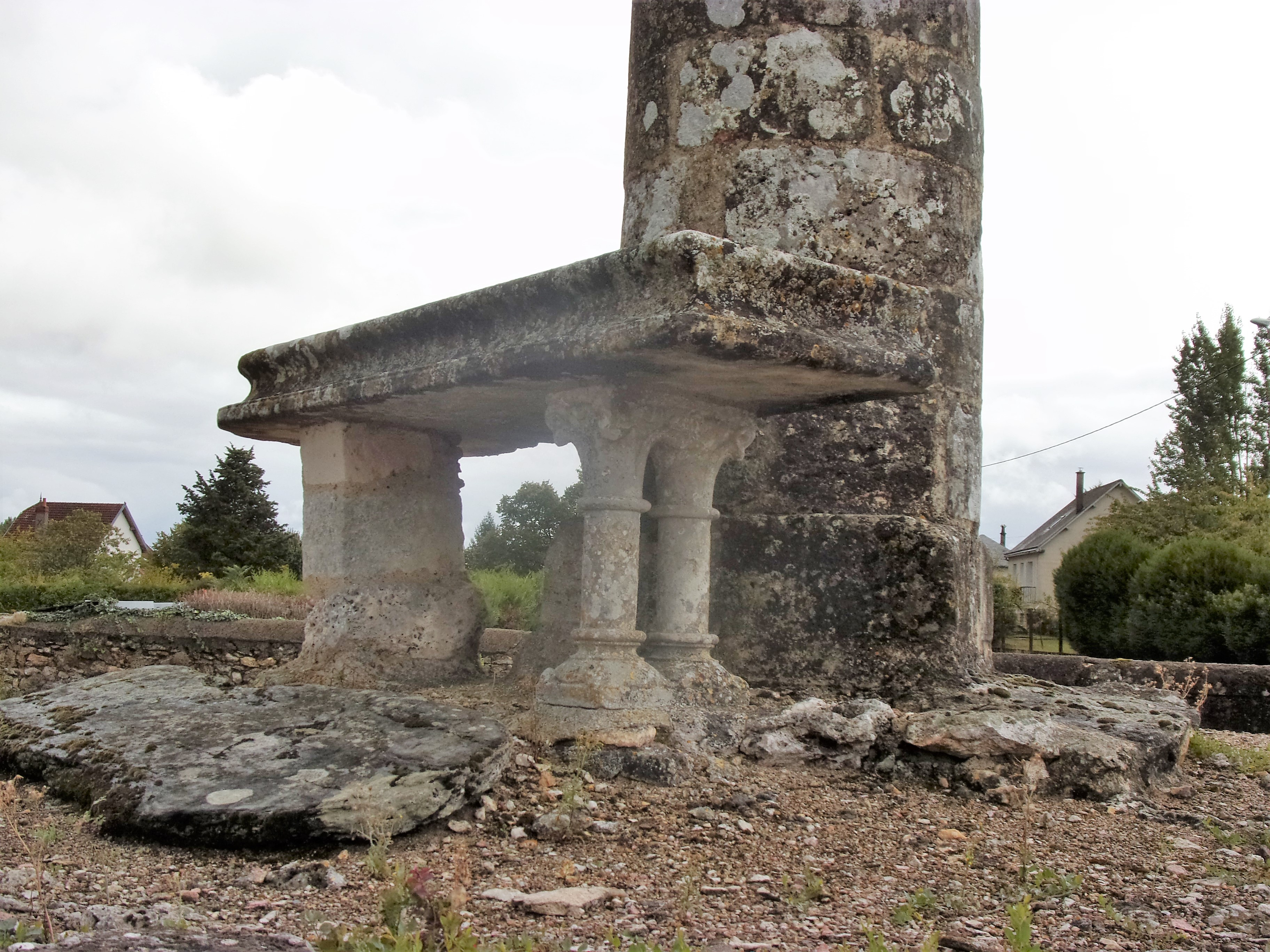
Autel au pied de la colonne.

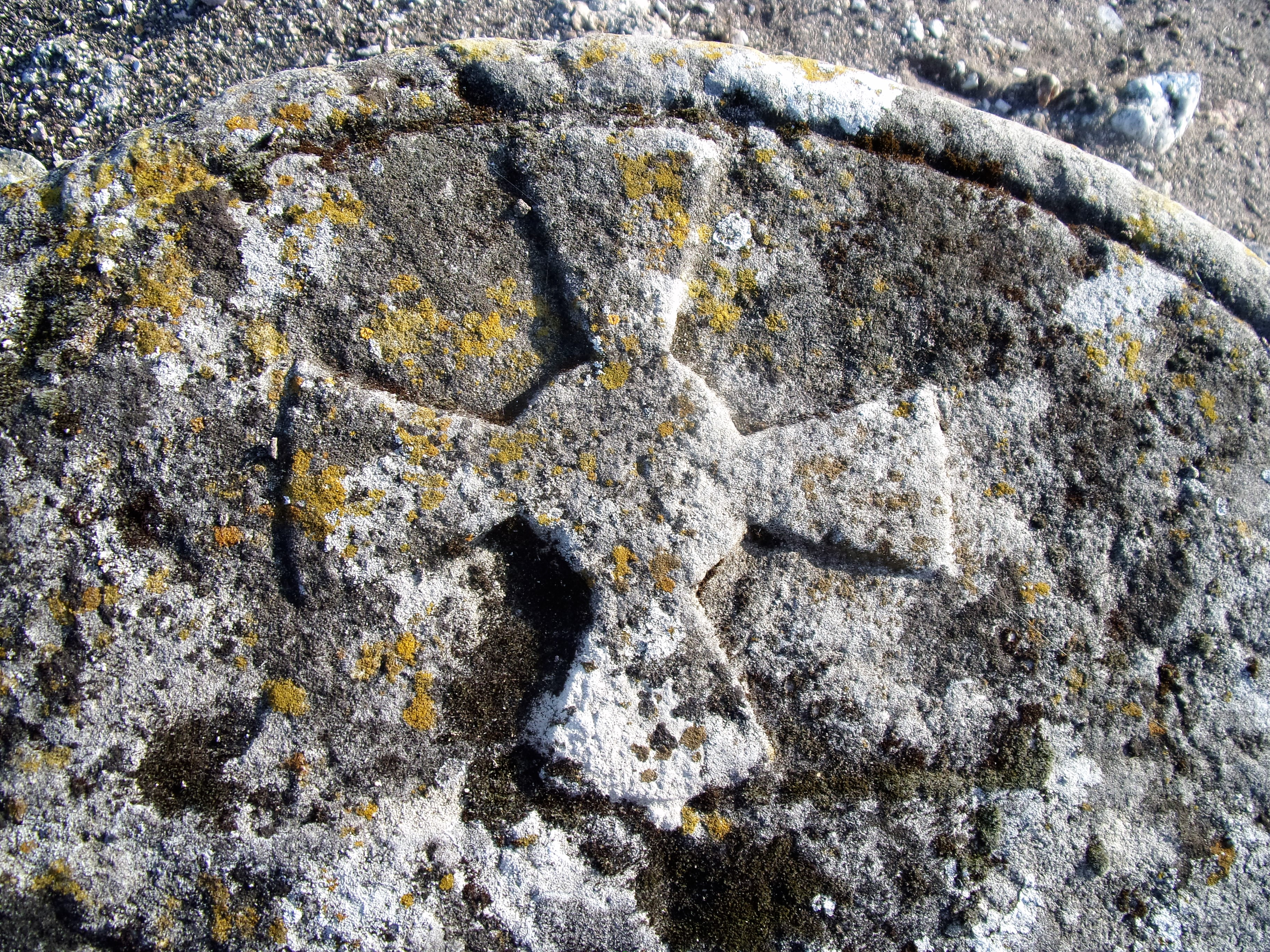
Croix de Malte sur la pierre d'autel.

Le monument, unique en Touraine, usuellement dénommé « lanterne des morts », se compose d'une colonne subcylindrique pleine, haute d'une dizaine de mètres et d'un diamètre d'environ 1 m à sa base, surmontant une succession de gradins circulaires. Son couronnement a disparu mais, si l'hypothèse d'une lanterne des morts est retenue, il pouvait consister en un ensemble de colonnettes surmontées d'un chapeau conique. L'ensemble est intégralement construit en pierre de taille (calcaire lacustre) comparable à celle qui constitue une partie de l'église ; il peut être daté, comme cette dernière, du XIIe siècle,.
Une structure composée de supports latéraux, dont deux colonnettes, et d'une table gravée d'une croix de Malte — c'est peut-être le remploi d'une pierre tombale —, se trouve à la base de la colonne. Il peut s'agir d'un autel ou d'une pierre d'attente des morts, destinée à supporter un cercueil pendant la cérémonie précédant l'inhumation. Comme l'église et la chapelle Saint-Blaise de Truyes, le monument est probablement intégré au parcours de processions monastiques.

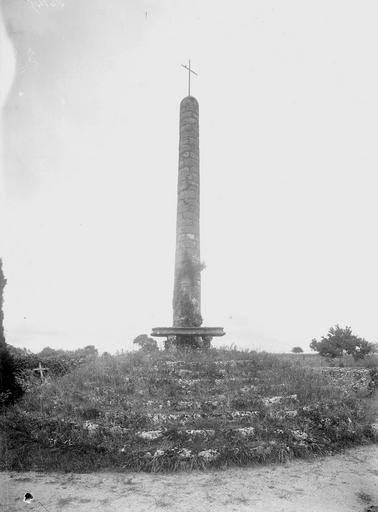
Photographie (début XXe siècle) de la lanterne portant une croix sommitale.

La dénomination de lanterne des morts ne fait toutefois pas l'unanimité et semble devoir définitivement être abandonnée,. Même si la différence d'aspect est parfois ténue, il semble beaucoup plus vraisemblable qu'il s'agisse d'une croix hosannière, comme le suggèrent la hauteur des gradins qui la soutiennent, la structure pleine et le faible diamètre de sa colonne, qui interdisent à un homme de hisser un fanal à son sommet par l'intérieur comme c'est courant pour une lanterne des morts,. Dans cette hypothèse, ce serait donc un croix en pierre ou en fer forgé, accompagnée d'un crochet permettant d'y suspendre des couronnes votives, qui aurait terminé la colonne. Des documents du XVIIIe siècle et une photo montrant la colonne utilisée comme croix hosannière au début du XXe siècle renforcent cette proposition.

## Pour en savoir plus